# 国立高等情報科学図書館学校
国立高等情報科学図書館学校（École nationale supérieure des sciences de l'information et des bibliothèques、ENSSIB）は、リヨン近郊のヴィルールバンヌにあるフランスのグランテタブリスマン。高等教育・研究・イノベーション省（MESRI）所管。
前身の国立高等図書館学校（École nationale supérieure de bibliothécaires）は、1963年に行政的公施設法人として政令で設立された。現在のEnssibは、その後の1992年の政令により、グランテタブリスマンとして昇格して設立されたものである。
競争試験を経て、フランスの国家公務員である図書館学芸員や図書館司書の教育・訓練を行う。また、リヨン大学の一部であり、公務員以外にも門戸を開き、様々な修士号を授与している。
雑誌『Bulletin de documentation bibliographique」と雑誌『Bulletin d'information de la Direction des Bibliothèques de France」が1956年に統合して創刊された雑誌『Bulletin des bibliothèques de France』（ISSN 1292-8399） を、2009年から発行している。クープラン・コンソーシアムに所属している。

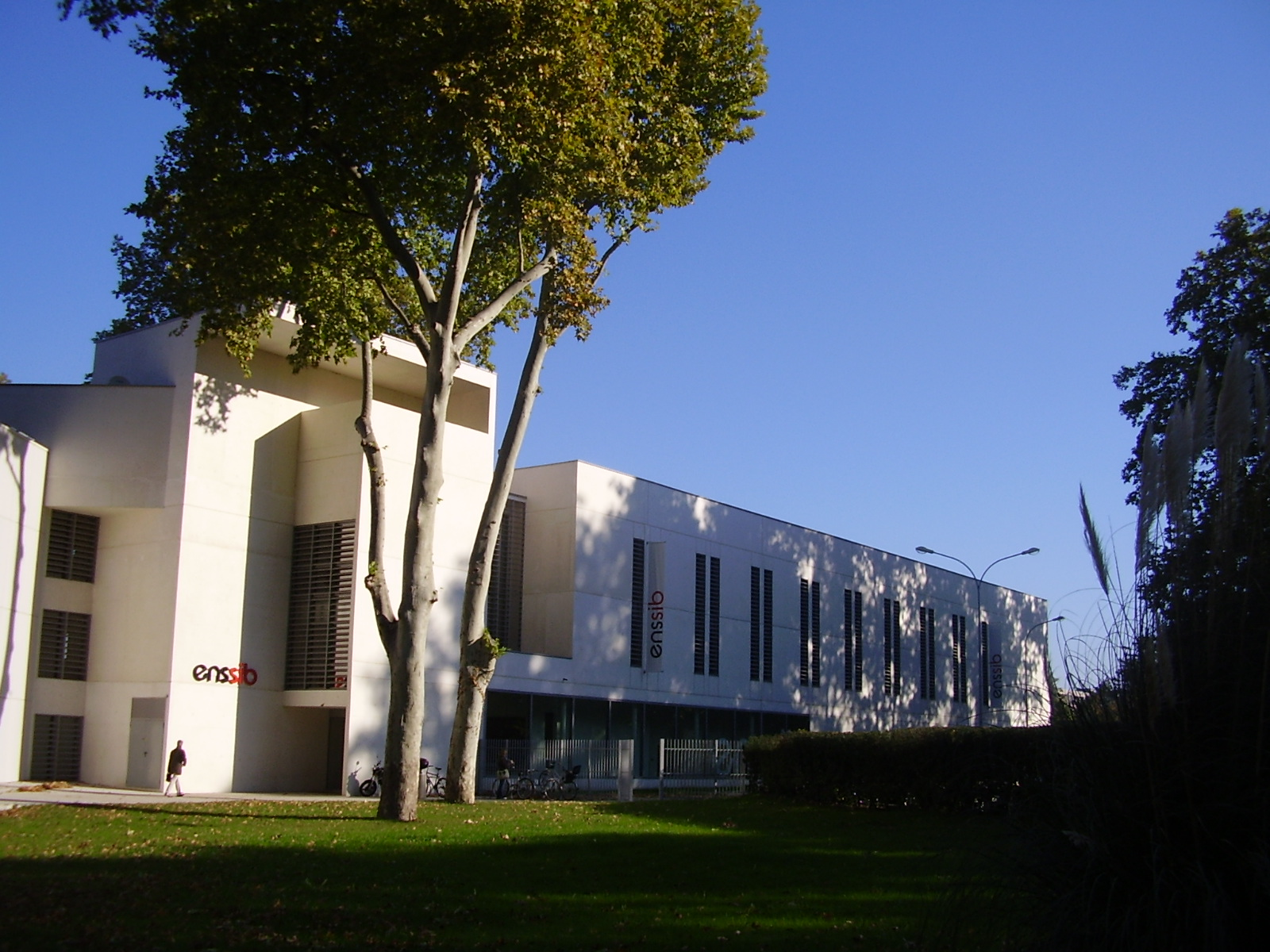
Enssibの建築（2007年撮影）